# Rey Ruiz

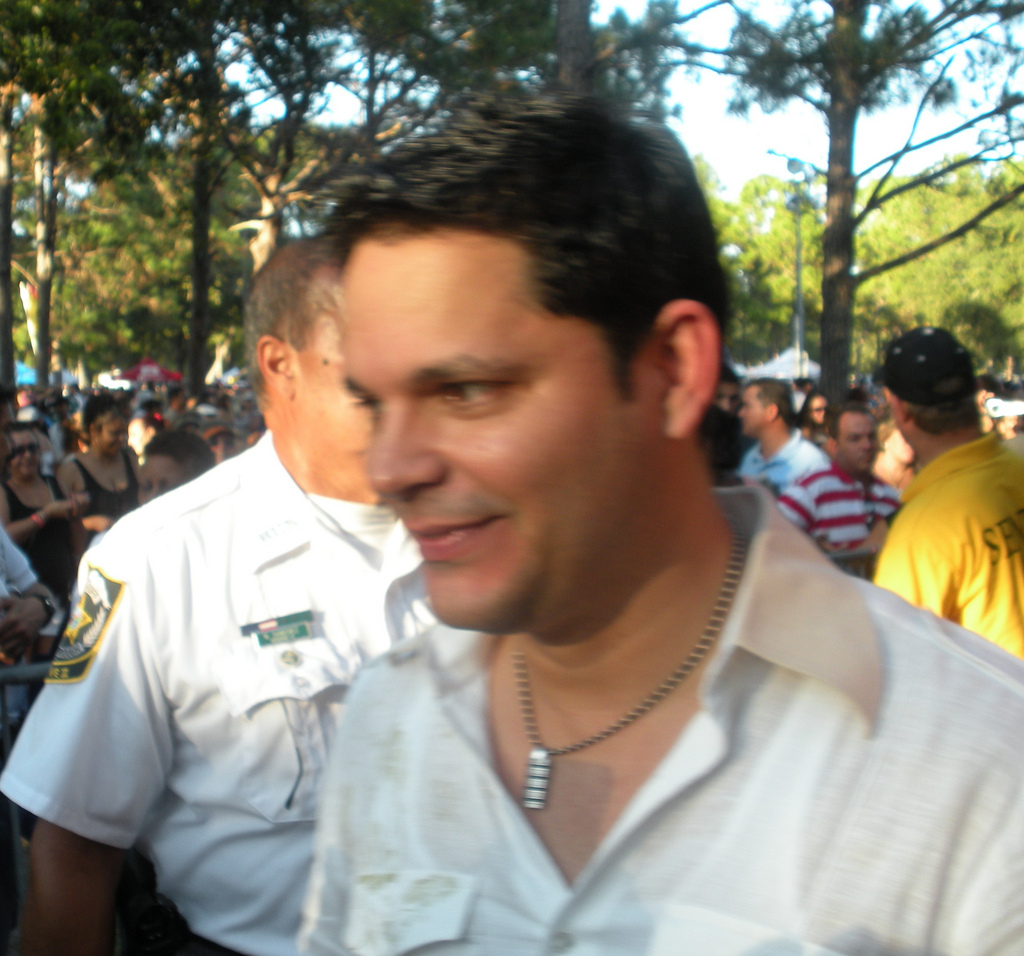
Rey Ruíz (2009)

Reinerio Ruíz (* 21. Juni 1966 im Municipio La Lisa/Havanna, Kuba), auch bekannt als „El Bombón de la Salsa“ oder „Elvis des Salsa“ ist ein Salsamusiker aus Kuba. Sein Musikstil wird der Salsa Romántica beziehungsweise Salsa Erótica zugeordnet.

## Leben
Rey Ruiz wurde 1966 in Havanna geboren und zeigte bereits in seiner Kindheit sein musikalisches und gesangliches Talent. Seine Eltern schrieben ihn im Konservatorium der Musik in Havanna ein.
Bereits in seinen frühen Anfängen hatte er TV-Auftritte mit Orchestern wie La Riverside und Los Dadas im Hotel Habana Libre und später im bekannten Kabarett Tropicana. 1984 verließ er Kuba und wanderte in die Dominikanische Republik aus, von dort siedelte Rey Ruiz nach Miami/Florida aus, wo er sich der Salsamusik widmete.
1987 nahm Rey Ruiz seine erste CD auf, die seinen Namen trug und mit der er mehrere Preise gewann.
Zu seinen größten Hits zählen Titel wie No Me Acostumbro, Amiga, Mi Media Mitad und Miénteme Otra Vez. Er errang sowohl in Lateinamerika als auch in der hispanischen Bevölkerung Nordamerikas große Popularität. Während seiner Karriere hatte er mehrere Werbeverträge mit Unternehmen wie Sony, Miller und Pepsi-Cola.

## Preise und Auszeichnungen
- Nuevo Cantante de Salsa del Año por Salsa Tropical[1] (1988)
- Billboard Latin Music Award

## Diskografie
- 1992: Rey Ruiz (US: Platin (Latin))[2]
- 1994: Mi Media Mitad (US: ×3Dreifachplatin (Latin) )
- 1994: Los Ruiz Señores
- 1995: En Cuerpo Y Alma
- 1996: Destino
- 1997: Éxitos Del Rey
- 1997: Porque Es Amor
- 1998: Amiga
- 1999: Ya Ves Quien Soy (US: Gold (Latin))
- 2000: Fenomenal
- 2004: Mi Tentación (US: Gold (Latin))
- 2006: Corazón Arrepentido
- 2009: El Mensaje
- 2010: Mis Preferidas